# Saint-Léomer
Saint-Léomer is een gemeente in het Franse departement Vienne (regio Nouvelle-Aquitaine) en telt 185 inwoners (2005). De plaats maakt deel uit van het arrondissement Montmorillon.

## Geografie
De oppervlakte van Saint-Léomer bedraagt 29,3 km², de bevolkingsdichtheid is 6,3 inwoners per km².
De onderstaande kaart toont de ligging van Saint-Léomer met de belangrijkste infrastructuur en aangrenzende gemeenten.

## Demografie
Onderstaande figuur toont het verloop van het inwonertal (bron: INSEE-tellingen).